# انتشارات مکمیلن
انتشارات مکمیلن ایالات متحده (انگلیسی: Macmillan Publishers) نام سابق یک شرکت چاپ و نشر آمریکایی منحل‌شده و وابسته به بنگاه انگلیسی مکمیلن بود. گروه انتشاراتی هولسبرینک، این مؤسسه و همین‌طور مؤسسهٔ انگلیسی مکمیلن را در سال ۱۹۹۹ خریداری کرد. ایالات متحده در سال ۲۰۰۱ بیشتر حقوق خود از این نام و مؤسسه را بازخرید و بخش آمریکایی را با استفاده از همان حقوق، در سال ۲۰۰۷ تجدیدبنا نمود.